# Johann Christian Ludwig Niemeyer
Johann Christian Ludwig Niemeyer (auch Christian Niemeyer bzw. Tristan Rosenblüth (Pseudonym), * 25. November 1772 in Weferlingen bei Magdeburg; † 23. März 1857 in Dedeleben bei Halberstadt) war ein deutscher evangelischer Theologe, Schriftsteller von Kinder- und Jugendliteratur und Lehrer.

## Leben
Johann Christian Ludwig Niemeyer absolvierte sein Theologiestudium in Halle. Nach seinem Abschluss wurde er 1798 als Lehrer am Pädagogium der Universität eingesetzt, bevor er 1803 seiner Berufung als Prediger in Nord-Dedeleben nachging.

## Literarisches Wirken
Im Handbuch zur Kinder- und Jugendliteratur des 19. Jahrhunderts (1998) veröffentlicht wurden Niemeyers Werke Neue Winterabende für die deutsche Jugend (1815), Heldenbuch. Ein Denkmal der Großthaten in den Befreiungskriegen von 1808–1815 (1816) und Buch für die Jugend (1832).
Niemeyers „Heldenbuch“ stellt eine politisch belehrende in Jahresabschnitte gegliederte Erzählung dar, die als Buch der Tugenden fungieren soll. Durch Vorbilder wollte er die Jugend sowohl zu ehrenhaften und mutigen Handeln, als auch zu Liebe zum Vaterland animieren. Viele weitere seiner Werke richteten sich demnach v. a. an junge Leser und dienten, neben Belehrungen, auch als Unterhaltungsliteratur und historische Schriften.

## Schriften

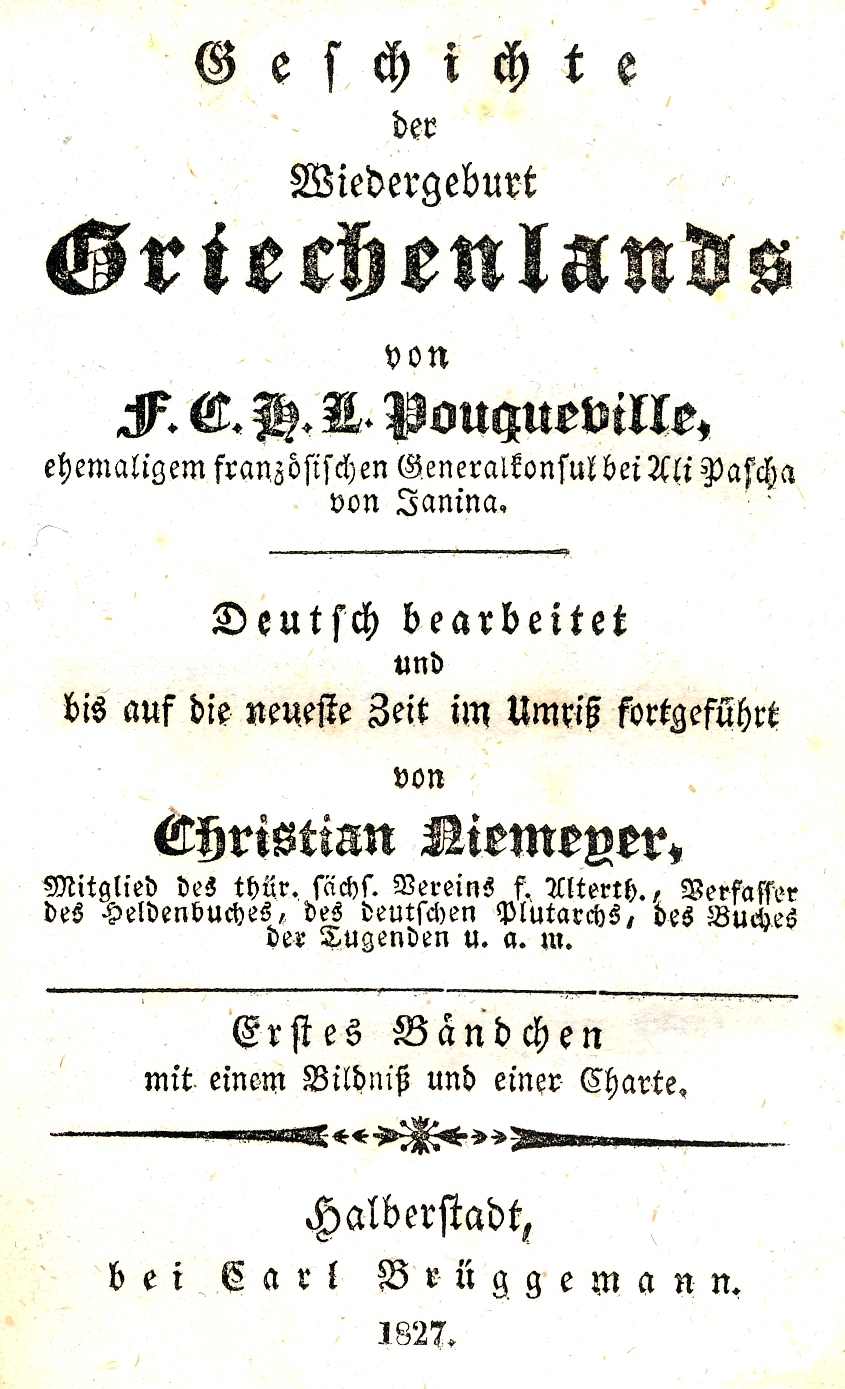
Geschichte der Wiedergeburt Griechenlands, Halberstadt 1827 (Titelseite des ersten Bands)

- Denkwürdige Neuigkeiten. Büro für Literatur und Kunst, Halberstadt 1814.
- Das Weltkind, eine Warnungstafel. Halberstadt 1814 (ursprünglich erschienen unter dem Pseudonym Tristan Rosenblüth).
- Neue Winterabende für die deutsche Jugend. Büro für Literatur und Kunst, Halberstadt 1815.
- Heldenbuch. Ein Denkmal der Großthaten in den Befreiungskriegen von 1808–1815. Baumgärtner, Leipzig 1816.
- Die Schlachten des heiligen Krieges. Baumgärtner, Leipzig 1817.
- Doktor Martin Luther in seinem Leben und Wirken. Dannbach, Straßburg 1818.
- Der Lindenhain. Vogler, Halberstadt 1819.
- Deutscher Plutarch enthaltend die Geschichten Merkwürdiger Deutschen. Buchhandlung des Waisenhauses, Halle 1822.
- Geschichte der Wiedergeburt Griechenlands. Brüggemann, Halberstadt 1827. (Deutsche Bearbeitung von François Pouqueville: Histoire de la régénération de la Grèce. Didot, Paris 1824).
- Buch für die Jugend. Baumgärtner, Leipzig 1932.
- M. Rosenmüller’s Mitgabe für das ganze Leben. Beim Ausgange aus der Schule und Eintritt in das bürgerliche Leben, am Tage der Confirmation der Jugend geheiligt. Baumgärtner, Leipzig 1855.